# Nowa fala (literatura fantastycznonaukowa)
Nowa fala (ang. New Wave) – termin określający nurt w literaturze fantastycznonaukowej, który pojawił się w połowie lat 60. XX wieku. Literatura nowofalowa odeszła od utartych kanonów s-f – fascynacji rozwojem techniki, eksploracją kosmosu, za to zajęła się człowiekiem i jego przeżyciami. Także warsztat pisarski był znacznie bardziej rozwinięty niż w klasycznej fantastyce.

## Charakterystyka
Andrzej Niewiadowski i Antoni Smuszkiewicz, autorzy Leksykonu polskiej literatury fantastycznonaukowej piszą, że „fantastyczne obrazy malowane przez pisarzy zainteresowanych dokonaniami twórców nowej fali są jedynie projekcjami stanów psychicznych, symbolami niesprecyzowanych tęsknot i niepokojów współczesnego człowieka”.
Dominika Oramus wymienia czynniki, które przyczyniły się do powstania Nowej fali w s-f: „zastąpienie optymizmu pesymizmem, badań przestrzeni kosmicznej eksploracją inner space (kosmosu wewnętrznego) oraz dbałość o poziom literacki”. Dzięki tym czynnikom utwory te „zaczęto uznawać nie za komercyjne opowiastki, ale za sztukę”.

## Termin
Termin „nowa fala” został zapożyczony od nowej fali w kinie francuskim. Rewolucyjne przemiany w literaturze s-f korespondowały z przemianami kulturowymi: rewolucją seksualną, narastającą niechęcią wobec wojny w Wietnamie, emancypacją kobiet.

## Historia
Początek Nowej fali w fantastyce wiązany jest z objęciem w 1964 przez Michaela Moorcocka stanowiska redaktora naczelnego pisma „New Worlds”. David Kyle, historyk zajmujący się fantastyką naukową zasugerował jednak, że doszło do niej także dzięki wkładowi H.L. Golda, redaktora naczelnego pisma Galaxy.

## Czołowi twórcy i najważniejsze utwory
- John Brunner – Wszyscy na Zanzibarze
- Philip José Farmer – Jeźdźcy purpurowej zapłaty(inne języki)
- Thomas M. Disch – 334
- Samuel R. Delany – Babel-17
- Roger Zelazny – Pan Światła
- Harlan Ellison – Nie mam ust, a muszę krzyczeć(inne języki), antologia Niebezpieczne wizje
- J.G. Ballard – Głosy czasu(inne języki)
- Brian Aldiss – Mroczne lata świetlne(inne języki)
- Ursula K. Le Guin – Lewa ręka ciemności[6]
- Robert Silverberg – W dół do ziemi
- James Tiptree Jr. – Miłość to plan, plan to śmierć